# Goth-rock
Goth-rock er en musikgenre, der udspringer af punkmusikken i den sidste del af 1970'erne. Den blev formet af bands som Siouxsie & the Banshees, Joy Division (New Order), Sisters of Mercy og Bauhaus.
Genren indeholder en række undergenrer, hvis grænseflader overlapper hinanden, hvilket gør det svært at identificere musikalske fællestræk for hele genren. Ikke desto mindre findes nogle musikalske fællestræk, der har overlevet siden den britiske goth-rocks begyndelse – bl.a. guitarlyden. Indenfor denne genre er guitarlyden oftest bearbejdet med effekter som chorus, Flanger, analog delay og/eller tætpakket reverb, hvilket resulterer i en karakteristisk lyd der ligner noget lavet af Bauhaus, Siouxsie & the Banshees og The Cure.
Oven i det har Goth også en speciel måde at spille guitar på. I stedet at køre opslag og nedslag, kører Goth udelukkende nedslag, ligesom i Punk, og lægger vægt på kantede melodiske linjer frem for fuld-skala akkorder.
Mol-tonearter og tilhørende mol-akkorder er almindelig udbredt, men dur-tonaliteter forekommer også. Den frygiske skala bruges også til at give Goth-rock sin hjemsøgende og dissonante stemning. Goth-rock er ofte mikset så der er en markant baslyd til at kreere en tungsindig og lunefuld atmosfære .
Ydermere fremgår det også af musik-analyser at der er en tendens til forekommende ostinater. Hvilket vil sige figurer (guitarriffs, trommetakter osv.) bliver gentaget hele vejen gennem nummeret, hvilket passer meget godt ind genremæssigt, da Goth-rock ofte bruger en gentagen, markant lilletromme m.m. til at drive beatet fremad. Til det bruges enten en rigtig tromme eller en trommeboks.
Den nærmest metronomagtige lilletromme blev første gang hørt på noget af Iggy Pops ”The Idiot”. Det fortsatte i Joy Divisions musik og i The Cures og Sisters of Mercys tidlige udgivelser. Lidt skæbnens ironi at Bauhaus som anses for at starte genren skulle bruge en stor variation af dette i nummeret ”Bela Lugosi’s dead”.
Et andet element der gør sig gældende for Goth-rock er den depressive og klagende baritone mandlige vokal som går igen på stort set alle udgivelser med mærkaten ”Goth” - Ian Curtis (Joy Division) er et glimrende eksempel på dette.
I start-90’erne begyndte nogle Goth-bands at tilføje Hard rock-elementer (dette gjorde Sisters of Mercy blandt andet på albummet ”Floodland”) og i slutningen af 90’erne var der en masse elektroniske elementer med i The Crüxshadows’ musik.